# أدولف شنايدر
أدولف شنايدر (بالفرنسية: Adolphe Schneider) هو خبير مالي وسياسي فرنسي، ولد في 23 أكتوبر 1802 في نانسي في فرنسا، وتوفي في 3 أغسطس 1845 في فرنسا. انتخب  (1841 – 3 أغسطس 1845) وانتخب Mayor of Le Creusot ‏ (1841 – 1844) وانتخب  (9 يوليو 1842 – 3 أغسطس 1845).